# Integridad de datos
El término integridad de datos se refiere a la correctitud y completitud de la información en una base de datos. Cuando los contenidos se modifican con sentencias INSERT, DELETE o UPDATE, la integridad de los datos almacenados puede perderse de muchas maneras diferentes. Pueden añadirse datos no válidos a la base de datos, tales como un pedido que especifica un producto no existente.
Pueden modificarse datos existentes tomando un valor incorrecto, como por ejemplo si se reasigna un vendedor a una oficina no existente. Los cambios en la base de datos pueden perderse debido a un error del sistema o a un fallo en el suministro de energía. Los cambios pueden ser aplicados parcialmente, como por ejemplo si se añade un pedido de un producto sin ajustar la cantidad disponible para vender.
Una de las funciones importantes de un DBMS relacional es preservar la integridad de sus datos almacenados en la mayor medida posible.

## Tipos de restricciones de integridad
- Integridad de dominio: La integridad de dominio es la validez de las restricciones que debe cumplir una determinada columna de la tabla.
  -   Datos Requeridos: establece que una columna tenga un valor no NULL. Se define efectuando la declaración de una columna es NOT NULL cuando la tabla que contiene las columnas se crea por primera vez, como parte de la sentencia CREATE TABLE.
  -   Chequeo de Validez: cuando se crea una tabla cada columna tiene un tipo de datos y el DBMS asegura que solamente los datos del tipo especificado sean ingresados en la tabla.

- Integridad de entidad: establece que la clave primaria de una tabla debe tener un valor único para cada fila de la tabla; si no, la base de datos perderá su integridad. Se especifica en la sentencia CREATE TABLE. El DBMS comprueba automáticamente la unicidad del valor de la clave primaria con cada sentencia INSERT Y UPDATE. Un intento de insertar o actualizar una fila con un valor de la clave primaria ya existente fallará. La definición en el libro ELMASRI, dice que la clave no puede ser null porque de lo contrario no podríamos realizar la búsqueda de la tupla deseada al haber varios repetidos.

- Integridad referencial: asegura la integridad entre las llaves foráneas y primarias (relaciones padre/hijo). Existen cuatro actualizaciones de la base de datos que pueden corromper la integridad referencial:
  - La inserción de una fila hijo se produce cuando no coincide la llave foránea con la llave primaria del padre.
  - La actualización en la llave foránea de la fila hijo, donde se produce una actualización en la clave ajena de la fila hijo con una sentencia UPDATE y la misma no coincide con ninguna llave primaria.
  - La supresión de una fila padre, con la que, si una fila padre -que tiene uno o más hijos- se suprime, las filas hijos quedarán huérfanas.
  - La actualización de la clave primaria de una fila padre, donde si en una fila padre, que tiene uno o más hijos se actualiza su llave primaria, las filas hijos quedarán huérfanas.

- Datos: Q461671